# Tetromina
Tetromína (tudi tetramína) je poliomina, ki jo sestavljajo štirje skladni neprekrivajoči se enotski kvadrati ortogonalno povezani po stranici. Beseda tetromina izhaja iz starogrške besede starogrško τετρα: tetra - štiri in domina. Odgovarjajoča polikocka, imenovana tetrakocka, je geometrijsko telo, ki ga sestavljajo štiri po ploskvah ortogonalno povezane enotske kocke.
Obstaja 5 različnih prostih tetromin, ki se običajno označujejo s črkami latinične abecede, katerim so delno podobne. Praviloma tetromina, ki izhaja iz zrcaljenja ali zasuka poljubne tetromine, ne šteje za drugačen lik. Celotna množica tetromin se imenuje tudi tetromino, oziroma tetramino. Naslednji liki:
niso tetromine, saj so vsaj enkrat povezani le z ogliščema. Takšni liki, imenovani netetromine, skupaj s prostimi tetrominami tvorijo množico likov, imenovanih (prosti) tetrapleti. Tetrapleti se pojavljajo v Conwayjevi igri življenja.
Tetromini J in S sta kiralni v 2 razsežnostih, v 3 pa ne. Če se doda njuni zrcalni podobi (L in Z), se dobi število enostranskih tetromin 7. Druge, označene z I, O in T, so enakovredne njihovim zavrtenim zrcalnim likom. V priljubljeni računalniški igri Tetris se pojavlja vseh 7 likov, saj so tam zrcaljenja in zasuki likov dovoljeni. Tetromine se poleg pentomin in drugih manjših likov pojavljajo v računalniški igri Pentix.